# Заставное (Шептицкий район)
Заставное (укр. Заставне) — село в Белзской городской общине Шептицкого района Львовской области Украины.
Население по переписи 2024 года составляло 42 домохозяйств. Занимает площадь 0,13 км². Почтовый индекс — 80065. Телефонный код — 3257.